# Boosting
Boosting – zjawisko w kulturze gamingowej: metoda na podniesienie rankingu w grach wieloosobowych, takich jak strzelanki pierwszoosobowe i wieloosobowe gry fabularne (MMORPG), gdzie wynajmuje się bardziej doświadczonego gracza, aby sztucznie podnieść rangę konta lub wygrać pozycje w grze przez mniej doświadczonych graczy (konta z niższym rankingiem). Boosting jest rzadko dozwolony w  regulaminie gry, i chociaż jest legalny w większości krajów, konta boostowane i/lub boosterów są czasami blokowane lub resetowane po wykryciu. W Korei Południowej został uznany za przestępstwo w 2018 roku, co skłoniło różne firmy do zaostrzenia polityki w tym zakresie. Boosting negatywnie wpływa na balans gry, pozwalając niewykwalifikowanym graczom obniżyć jakość rozgrywki na wysokim poziomie, czyniąc grę mniej opłacalną i przyjemną. Jednakże zakres walki z boostingiem jest dyskutowany, a niektórzy uważają, że kary nie są wystarczająco surowe, aby uzasadnić sankcje karne.

## Rodzaje boostingu
Komercyjny boosting można podzielić na kilka podstawowych kategorii:
Solo boosting — metoda ta polega na tym, że profesjonalny gracz loguje się na konto innego gracza za pomocą VPN i gra w jego imieniu. Zarówno zawodowy gracz, jak i właściciel konta zawierają umowę, na mocy której zawodowy gracz zobowiązuje się do podniesienia konta do pożądanej rangi lub poziomu. Jeśli strony są zlokalizowane w różnych miejscach, główny posiadacz konta przekazuje dane logowania swojego konta profesjonalnemu graczowi.
Duo boosting – znana również jako „queue boosting”, polega na tym, że właściciel konta gra razem z profesjonalnym boosterem. Mogą grać w imieniu właściciela konta na jego koncie lub świadczyć usługi coachingu w czasie rzeczywistym. Duo queue boosting może również występować w formie wysoko ocenianego gracza celowo przegrywającego z niskim rangą konkurentem, aby podnieść jego rangę ze względu na sposób działania systemu MMR (wskaźnik dobierania przeciwników).
Placement matches boosting. Ta kategoria boostingu ELO polega na zatrudnieniu profesjonalnego gracza, aby dać nowemu kontu w grze pozytywny start. Gry rankingowe to pierwsze kilka gier na liście rozgrywek i są one wykorzystywane głównie do oceny poziomu umiejętności gracza. Oprócz wyższej rangi początkowej, gracze, którzy dobrze wypadają w grach rankingowych, otrzymują również unikalne nagrody.
Win boosting. Jak sama nazwa wskazuje, win boosting polega na tym, że profesjonalny booster ELO wygrywa konkretną grę w imieniu właściciela konta. Ta forma boostingu jest wykorzystywana głównie przez amatorskich właścicieli kont, którzy mają trudności z wygraniem konkretnej rozgrywki.
Zakupy w grze. Chociaż niekoniecznie jest to boosting, zakupy w grze są płatnymi funkcjami i przedmiotami, które pozwalają graczowi szybciej awansować w grze. Dziś jest to jeden z najszybciej rozwijających się segmentów rynku gier wideo, któremu w 2022 roku udało się przekroczyć próg 145 mld USD. W zależności od gry wideo zakupy w grze przyjmują różne formy, w tym monety, specjalną broń, rzadkie skórki, dodatkowe życia, odblokowywanie poziomów itp.

## Rynek komercyjny
Chociaż prawdziwa wielkość komercyjnego rynku boostingu gier wideo pozostaje w dużej mierze nieznana, badanie przeprowadzone w 2019 roku przez University of Limerick oszacowało wartość boostingu ELO w trzech najpopularniejszych grach MMORPG: League of Legends, Overwatch i Dota 2 na 170 milionów dolarów. W tym samym okresie całkowity globalny przychód z e-sportu przekroczył 1,2 miliarda dolarów, a prognozy wskazują, że do 2025 roku osiągnie on 1,87 miliarda dolarów. Nowsze badanie przeprowadzone w 2021 roku oszacowało łączne przychody generowane przez boosting w LoL, Overwatch i DOTA na 119 milionów dolarów, co stanowi 7% spadek w okresie trzech lat.

## Kontrowersje
Boosting ELO to kontrowersyjna i dzieląca praktyka, która jest w równym stopniu popierana i potępiana przez społeczność graczy. Z jednej strony niektórzy gracze argumentują, że jest to sprzeczne z duchem gier i powinno skutkować permanentnym banem, podczas gdy inni uważają, że pomaga to graczom poniżej średniej w osiągnięciu ich aspiracji w grach wideo.
Obecnie branża boostingu ELO nadal działa w szarej strefie, bez jasnych zasad i przepisów ze strony dostawców gier wideo i rządów na całym świecie. Z prawnego punktu widzenia boosting MMR jest legalny wszędzie na świecie, z wyjątkiem Korei Południowej. Zgodnie z tamtejszą ustawą o promocji przemysłu gier, osobom fizycznym i podmiotom gospodarczym zabrania się oferowania płatnych usług w celu podniesienia poziomu konta w grach wideo, zauważając, że ogranicza to wolny, uczciwy i konkurencyjny ekosystem. Naruszenie ustawy o promocji przemysłu gier w Korei Południowej grozi grzywną w wysokości 17 800 dolarów, karą pozbawienia wolności na dwa lata lub obiema tymi karami.
Od czasu wprowadzenia zakazu boostingu MMR w Korei Południowej w 2017 roku, kilku wiodących dostawców gier dołączyło do kraju, dystansując się od idei boostingu ELO, uznając go za wykroczenie karane banem na swoich platformach. Na przykład, zgodnie z warunkami świadczenia usług firmy Riot Games, zarówno booster, jak i boostowany gracz ryzykują 2-tygodniową blokadą konta w League of Legends, spadkiem honoru do poziomu 0, wykluczeniem z cotygodniowych nagród rankingowych, a nawet trwałym banem w grze za drugie wykroczenie.
Firma Riot Games może również blokować konta CS-GO i Valorant przyłapane na angażowaniu się w boosting MMR, a kara jest różna w zależności od wagi wykroczenia. Z drugiej strony, Respawn Entertainment i Electronic Arts również wyraźnie zabraniają boostingu/udostępniania kont w Apex Legend, powołując się na to, że jest to sprzeczne z zasadami Fair Play i warunkami korzystania z gier.